# 古田车辆段
古田車輛段是武汉軌道交通1号线的車輛段，也是1號線目前最重要的車輛檢修基地和停放基地，总用地面积为133100平方米。位于武漢市硚口區古田一路以西、长丰大道以北、规划汉宜铁路以南的合圍地帶。與硚口路停車場、在建中的漢口北停車場一併是该线三个停放地铁列车的场所。古田车辆段及综合维修基地工程建成后主要承担1号线配属车辆的运营、停放及运用检修等功能。
古田車輛段有物業開發條件，但是因故沒有實施。現在古田車輛段是武漢地鐵運營公司的總部所在地。曾有在此車輛段附近增建車站的計劃，但是由於不符合效益也因故放棄。

## 附近地區
长江鼓风机制造公司、東風村